# Listă de creatori de benzi desenate români
Aceasta este o listă de creatori de benzi desenate români în ordine alfabetică:

## Lista

### A
- Toma Alexandru[1]
- Lucian Amarii – Jup (1969-)[1][2][3]
- Șerban Andreescu[1][4]
- Adrian Andronic[1][5]
- Sorin Anghel (Ultima Cursă, Noile Cărți ale Junglei)[6]
- Victor Antonescu[1][7]
- Mircea Arapu[1][8]
- Matty Aslan[1]

### B
- Ion Bărbulescu B'Arg[1][9]
- Adrian Barbu[1][10]
- Teodor Bogoi[11][12]
- Mati Botezatu[1][13]
- Matei Branea[1][14]
- Remus Brezeanu[1]
- Burschi Gruder[1][15][12]

### C
- Radu Cătăniciu (Cavalerul cauzei pierdute; Taxi)[16]
- Viorel Chirea ('Desenatorul de Serviciu; Oleg Marsfield; Arcașii începutului de lume)[17]
- Veniamin Chițu[1]
- Cristian Ciomu[18]
- Alexandru Ciubotariu[1][19]
- Emil Constantin[1]
- Valentin Cristescu[1][20]
- Cocoș Adrian (Nemuritorii)

### D
- Lucian Dănilă[1]
- Cristian Dârstar[1]
- Ion Deak-Cluj (1937-1973) (Posada; Miu al Florilor; Ștefan Cel Mare)[21][22][12]
- Irina Dobrescu[23]
- Ioan Donca (Bolidul Misterios)[24]
- Ion Drugă (1912-)[12][25]
- Victor Drujiniu[1][26]
- Radu Duldurescu (1926-1987) (Anul 41.042;[27][28] Peștera Aurie; I'm Wolfstal)[29]
- Pompiliu Dumitrescu[1][30][12]

### E
- Eugen Erhan[1][31]

### F
- Sandu Florea[1]

### G
- Radu Gavrilescu[1]
- Mihai Grăjdeanu[1]
- György Györfi-Deák
- Ion Popescu-Gopo[32]
- Mihai Ionuț Grăjdeanu (Istoria alternativă a literaturii române; După Gratii; Ciutanul; Legendele dacilor liberi - Piatra sacră[nefuncțională]
)[33]
- Maria Guță (The Book of George)[34][35]

### I
- Gabriel Iacobini[1]
- Nicolae Ioniță (1951-)[36][37]
- Marin Iorda[12]
- Gh. Iliescu (Nica A. Tomica cu Dumitru Negrea)
- Valentin Ionescu (1990-) (Două Loturi) [38][39]
- Valentin Iordache (1954-) (Bătrânul cu cheiță; Cel mai mult, micului Johann îi plăceau stelele; Herta, fata cu ochii de aur; Cada vru, manda nu vru)[1][40][41]
- Vali Ivan (1961-) (Iancu Jianu)[1][42][43]

### J
- Constantin Jiquidi[12]
- Jup - vezi Lucian Amarii

### L
- Cristian Loghin (1980-)[44]

### M
- Puiu Manu[1][45][12]
- Radu Marian (1951-) (Aventurile colegului Minitehnicus - Șutul Bomba; Misterul Roboților)[1][46][12]
- Gheorghe Marinescu (Comoara lui Dromitchete)[12]
- Traian Marinescu[47]
- Cristian Marcu[1]
- Ion Mihăescu (Întâlnirea de pe Planeta Misterioasă, scenariul Sorin Ștefănescu)[1][48]
- Vintilă Mihăescu (1943-) (Brigadier la 14 ani; Noile isprăvi ale lui Dan Buzdugan; Dorobanții; Întâlnirea de pe Planeta Misterioasă)[1][49]
- Marian Mirescu[1][50]
- Gili Mocanu[1]
- Andrei Moldovan[1]
- Andrei Molotiu[1]
- Ary Murnu[1][51]

### N
- Cătălin Negrea[1]
- Dumitru Negrea (1923?-1981) (Misterul învățătorului Helmuth; Nica A. Tomica cu Gh. Iliescu)[52]
- Nicolae Nobilescu (1932-) (Cip, o păsărica fără frică; Cowboy Dog, căutătorul de aur; Super Boy et la planète des droits des enfants)[1][53]

### O
- Vasile Olac[1]
- Robert Obert (Robert Matei; n. 1987)[54]
- Raul Oprea[1]
- Graziella Oprescu[12]
- Titus Orădean[55]

### P
- Xenia Pamfil[1][56]
- Cristian Păcurariu[57]
- Dan Petcan[1]
- Florin Petcu[1]
- Bogdan Petry[1][58]
- Viorel Pîrligras[59]
- Mircea Pop (The Book of George)[60]
- Tudor Popa[1][61]
- Augustin Popescu[1][62]
- Dan Popescu[1][63]
- Ionuț Popescu (1976-)[1][64]
- Mircea Possa (Titilică, băiat fără frică)[65]
- Cristian Prandea[1][66]
- Bogdan Prejoianu[1][67]
- Irina Georgeta Pusztai[68]

### R
- Nicolae Florin Radu (Spoitoru)[69]
- Pascal Rădulescu (Moș Nae)[70]
- Neagu Rădulescu[71]
- Walter Riess (1955-) [1][72]
- Crișan Roșu[1]
- Aitch - Heliana Rotariu[73]
- Nicu Russu[74]
- Gabriel Rusu[1][75]
- Livia Rusz[1][76][12]

### S
- Saddo[77]
- Mihai Sânzianu (Paloșul neînvins; Giuvaierurile lui Basarab; Marele drum al incașilor; Cuceritoarea văzduhului; Fiul munților)[78][79][12]
- Sool Sbiera (Remus Dimitrie Sbiera, 1937-2004)[80]
- Victor Schramm (1865–1929)[81]
- Veronica Solomon[1][82]
- Done Stan (1937-) (Noul Nastratin cu Petre Ghelmez)[1][83]
- Albin Stănescu[1][84]
- Marga Ștefănescu (1913-)[85][86]
- Călin Stoicănescu[1][87]
- Ileana Surducan[88]
- Maria Surducan[1]

### T
- Alexandru Talambă[1][89]
- Valentin Tănase[1][90]
- Eugen Taru (1913-1991)[91]
- Jo Teodorescu (1939-2014) (Aventurile profesorului Parbriz)[92]
- Șerban Terente[1]
- Roman Tolici[1]
- Virgil Tomuleț (1936-)[93]
- Lavinia Trifan[1]
- Victor Trifan (1965-) (Dar pentru împărat; Samuraiul; Raoni: Țara nemuritorilor; Teritoriu interzis; Cameleonul)[94]
- Mihai Timoșenco (1980-)[1][95]

### U
- Octav Ungureanu (1983-) (The Urban Rabbit, Zobb the Alien; Harap Alb se întoarce)[1][96][97][98]

### V
- Sorina Vazelina (Sorina Vasilescu)[1]
- George Voinescu (1918-1999)[99]

## Vezi și
- Dodo Niță